# Вандышево (Костромская область)
Вандышево — деревня в Расловском сельском поселении Судиславского района Костромской области России.

## География
Деревня расположена недалеко от автодороги Кострома — Верхнеспасское Р98 и железнодорожной ветки Кострома — Галич.

## История
Согласно Спискам населенных мест Российской империи в 1872 году деревня относилась к 1 стану Костромского уезда Костромской губернии. В ней числилось 4 двора, проживало 10 мужчин и 15 женщин.
Согласно переписи населения 1897 года в деревне проживало 59 человек (28 мужчин и 31 женщина).
Согласно Списку населенных мест Костромской губернии в 1907 году деревня относилась к Шишкинской волости Костромского уезда Костромской губернии. По сведениям волостного правления за 1907 год в ней числилось 13 крестьянских дворов и 79 жителей. Основным занятием жителей деревни, помимо земледелия, был токарный промысел.
До муниципальной реформы 2010 года деревня входила в состав Грудкинского сельского поселения Судиславского района.

## Население
| 1872 | 1897 | 1907 | 2008 | 2010 | 2014 |
| ---- | ---- | ---- | ---- | ---- | ---- |
| 25   | ↗59  | ↗79  | ↘1   | ↘0   | ↗1   |